# 博加列維齊亞
48°17′22″N 22°55′16″E / 48.28944°N 22.92111°E
博加列維齊亞（烏克蘭語：Богаревиця）是烏克蘭西部的村莊，隸屬外喀爾巴阡州的胡斯特區。該村始建於1412年，面積3平方公里，海拔高度168米，2001年人口513，人口密度每平方公里170人。